# Macropus fuliginosus
El canguro gris occidental (Macropus fuliginosus) es una especie de marsupial diprotodonto de la familia Macropodidae. Es uno de los más grandes y abundantes canguros de su género. Tiene el manto áspero y grueso que varía entre el gris marrón pálido y el chocolate marrón; el pecho y barriga son de color más claro. Cuando se mueve lentamente da pasos largos como un conejo y usa sus cuatro extremidades con la cola como refuerzo pero cuando corre a alta velocidad, salta sobre sus patas traseras. Los machos llegan hasta duplicar el tamaño de las hembras y pueden avanzar 10 metros de un salto. Esta especie se alimenta principalmente por la noche, sobre todo de pastos, pero también ramonea las hojas de arbustos y árboles bajos. Vive en grupos estables de hasta 15 individuos. El macho dominante es generalmente el único que se reproduce. El periodo de gestación es de 30 a 31 días.
Los canguros machos luchan por las hembras durante el periodo de celo y también por alimento o sitios de descanso si estos son limitados. Los antagonistas entrelazan sus brazos y tratan de derribarse entre sí. También pueden echar el cuerpo hacia atrás sobre la cola y golpear con las patas traseras. Como en la mayoría de este tipo de luchas, rara vez se produce una herida grave.
La cría del canguro permanece pegada a la teta dentro del marsupio entre 130 y 150 días. Aproximadamente a los 250 días empieza a dejar la bolsa por períodos cortos, pero vuelve rápidamente cuando se siente amenazado.
Esta especie se encuentra en las zonas meridionales de Australia, tanto en zonas arboladas como en páramos abiertos. Un macho adulto alcanza entre 90 y 140 cm de alto, su poderosa cola llega a medir de 75 a 100 cm y su peso varía entre 15 y 54 kg.

## Subespecies
Se reconocen las siguientes subespecies:
- Macropus fuliginosus fuliginosus
- Macropus fuliginosus melanops
- Macropus fuliginosus ocydromus

## Galería

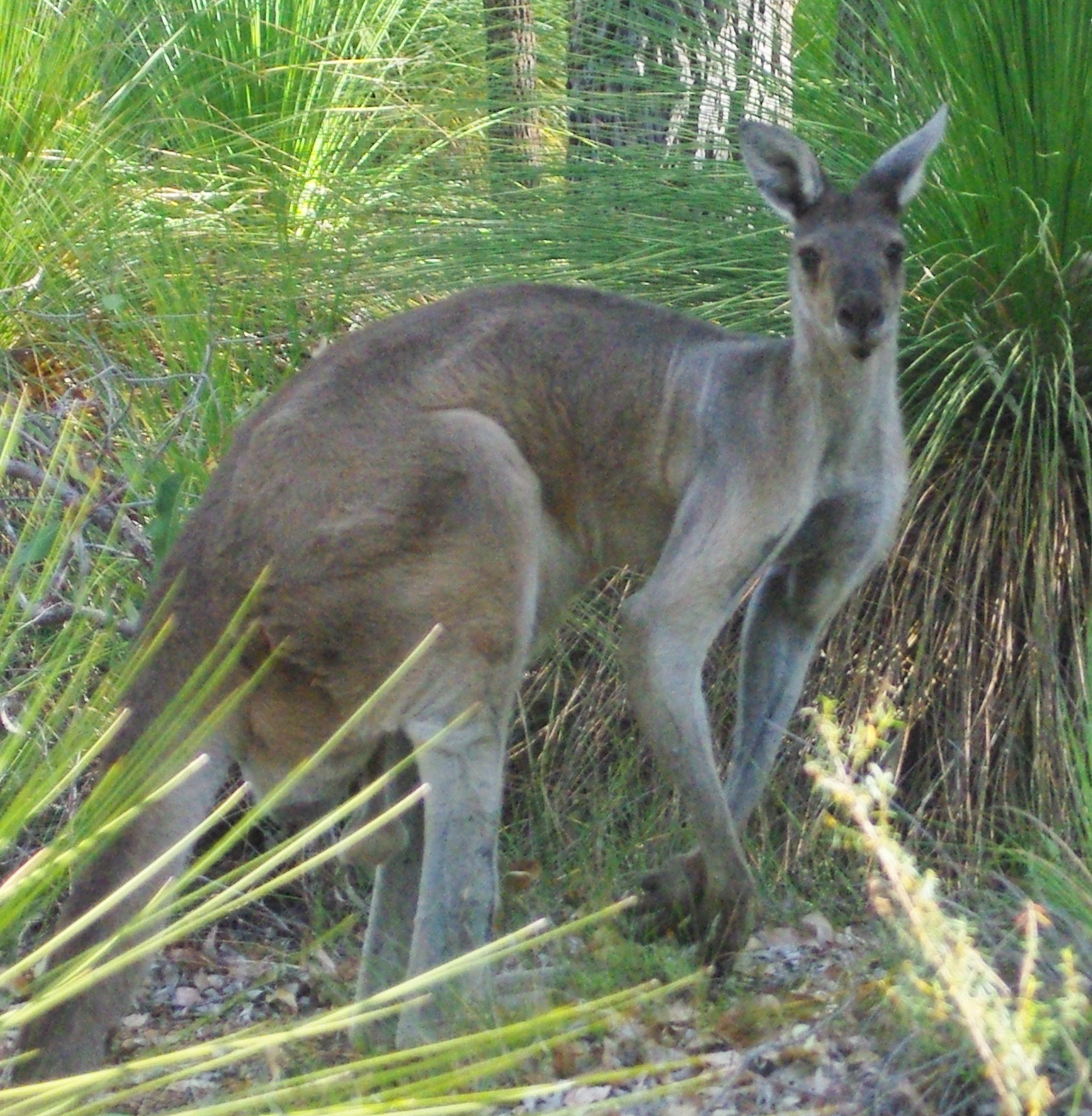
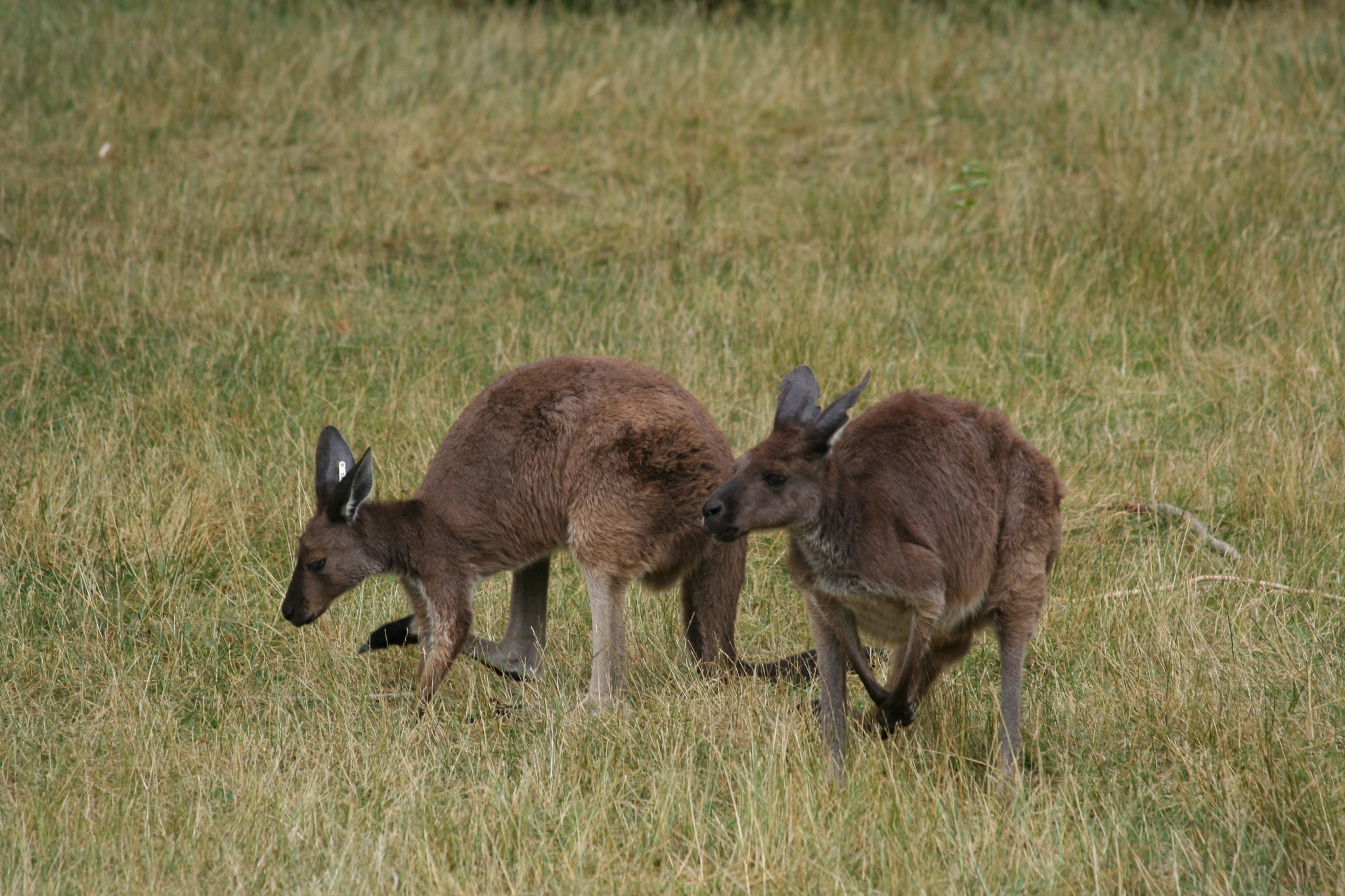
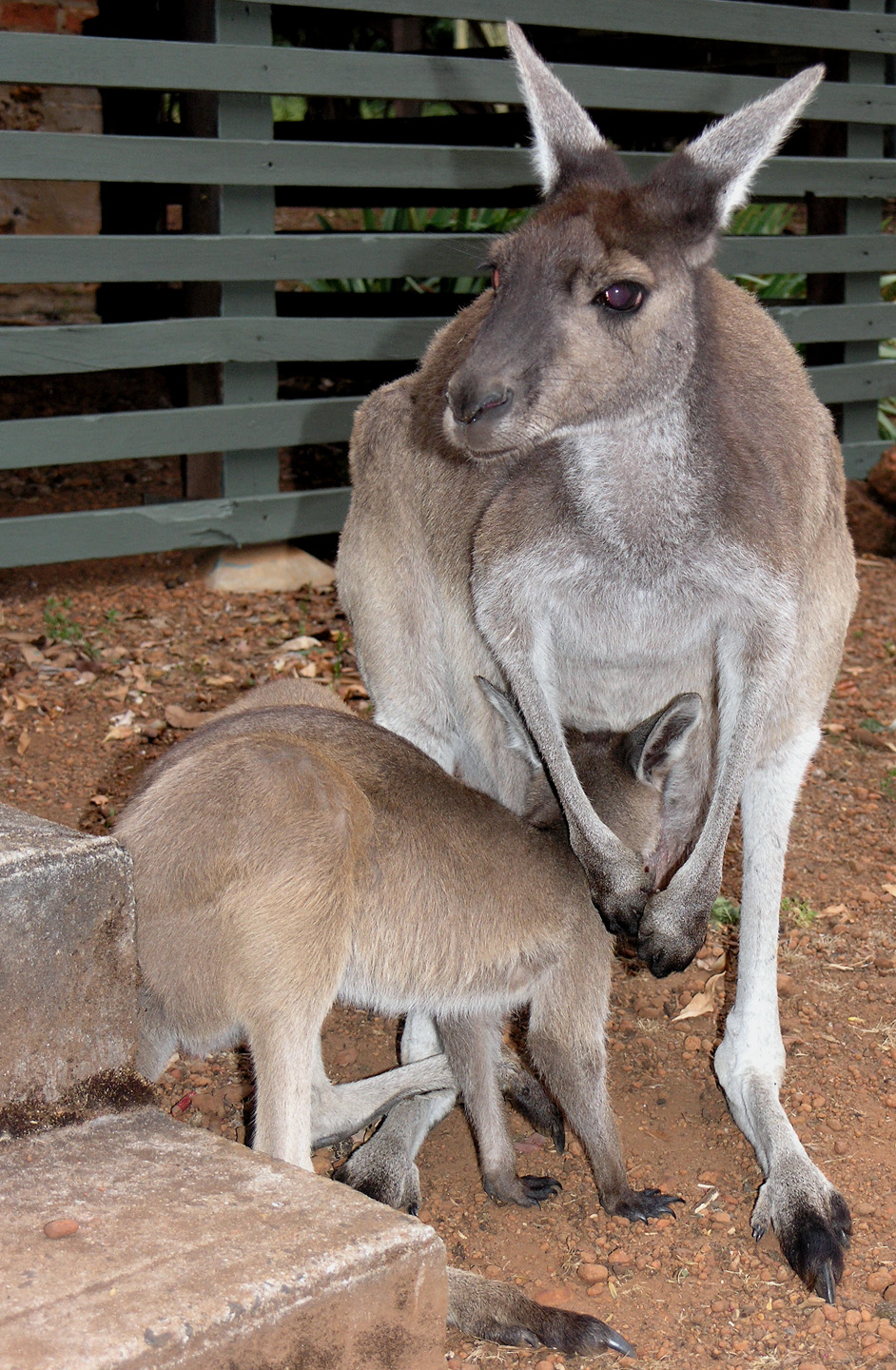